# Marcus Hansen
Marcus Hansen (16 de noviembre de 1992) es un deportista neozelandés, nacido en Australia, que compitió en vela en la clase 49er. Ganó una medalla de plata en el Campeonato Mundial de 49er de 2013.

## Palmarés internacional
| \| Campeonato Mundial \| Campeonato Mundial \| Campeonato Mundial \| Campeonato Mundial \| \| Año \| Lugar \| Medalla \| Clase \| \| ------------------ \| ------------------ \| ------------------ \| ------------------ \| \| 2013 \| Marsella (Francia) \| Medalla de plata \| 49er \| |                    |                  |       |
| Campeonato Mundial |                    |                  |       |
| Año | Lugar              | Medalla          | Clase |
| 2013 | Marsella (Francia) | Medalla de plata | 49er  |